# Huub Stevens
Hubertus („Huub”) Jozef Margaretha Stevens (wym. [ˈɦyp ˈsteɪ̯.vəns]; ur. 29 listopada 1953 w Sittard) – holenderski trener piłkarski i piłkarz grający na pozycji środkowego obrońcy lub defensywnego pomocnika.

## Kariera klubowa
Pierwszym klubem Stevensa w karierze był amatorski Stadbroek, natomiast pierwszym profesjonalnym Fortuna Sittard. W jej barwach zadebiutował w 1970 roku w Eredivisie, ale dopiero po 3 sezonach miał już pewne miejsce w pierwszej jedenastce klubu. W Fortunie spędził 5 lat i przez ten okres rozegrał 104 ligowe mecze oraz strzelił 4 gole, ale z klubem nie osiągnął znaczących sukcesów.
Latem 1975 Stevens przeniósł się do PSV Eindhoven. Już w pierwszym sezonie, pomimo że rozegrał tylko 11 meczów, wywalczył z PSV dublet: mistrzostwo Holandii, jak i Puchar Holandii. W sezonie 1976/1977 wystąpił z PSV w Pucharze Europy, jednak odpadł już w 2. rundzie po dwumeczu z francuskim AS Saint-Étienne. W 1978 Stevens wywalczył drugie w swojej karierze mistrzostwo kraju, a w mistrzowskim sezonie rozegrał 30 meczów. W sezonie 1978/1979 znów odpadł z PSV już w drugiej rundzie, tym razem po meczach ze szkockim Rangers. Przez kolejne lata Stevens grał w wyjściowej jedenastce klubu z Eindhoven, jednak zespół długo nie potrafił wywalczyć kolejnego mistrzostwa Holandii i dopiero w 1986 roku sięgnął po to trofeum. Był to zarazem ostatni piłkarski sezon Stevensa, który zakończył karierę w wieku 33 lat. Dla PSV rozegrał 293 spotkania i strzelił 15 goli.
| Sezon   | Klub            | Kraj     | Rozgrywki            | Mecze | Bramki |
| ------- | --------------- | -------- | -------------------- | ----- | ------ |
| 1970/71 | Fortuna Sittard | Holandia | Eredivisie           | 7     | 0      |
| 1971/72 | Fortuna Sittard | Holandia | Eredivisie           | 22    | 0      |
| 1972/73 | Fortuna Sittard | Holandia | Eredivisie           | 15    | 0      |
| 1973/74 | Fortuna Sittard | Holandia | Eredivisie           | 34    | 3      |
| 1974/75 | Fortuna Sittard | Holandia | Eredivisie           | 26    | 1      |
| 1975/76 | PSV Eindhoven   | Holandia | Eredivisie           | 11    | 1      |
| 1976/77 | PSV Eindhoven   | Holandia | Eredivisie           | 25    | 0      |
| 1977/78 | PSV Eindhoven   | Holandia | Eredivisie           | 30    | 0      |
| 1978/79 | PSV Eindhoven   | Holandia | Eredivisie           | 32    | 3      |
| 1979/80 | PSV Eindhoven   | Holandia | Eredivisie           | 30    | 4      |
| 1980/81 | PSV Eindhoven   | Holandia | Eredivisie           | 29    | 0      |
| 1981/82 | PSV Eindhoven   | Holandia | Eredivisie           | 32    | 2      |
| 1982/83 | PSV Eindhoven   | Holandia | Eredivisie           | 30    | 1      |
| 1983/84 | PSV Eindhoven   | Holandia | Eredivisie           | 26    | 3      |
| 1984/85 | PSV Eindhoven   | Holandia | Eredivisie           | 29    | 0      |
| 1985/86 | PSV Eindhoven   | Holandia | Eredivisie           | 19    | 1      |
|         |                 |          | Łącznie w Eredivisie | 397   | 19     |

## Kariera reprezentacyjna
W reprezentacji Holandii Stevens zadebiutował 24 lutego 1979 roku w przegranym 0:3 wyjazdowym meczu z Włochami, w 46. minucie zmieniając Ernie Brandtsa. Był podstawowym zawodnikiem zespołu walczącego w eliminacjach do Euro 80 i między innymi zdobył gola w meczu z Polską (1:1). Holandia pomyślnie przebrnęła eliminacje i Stevens został powołany przez selekcjonera Jana Zwartkruisa do kadry na finałowy turniej we Włoszech. Tam zagrał we dwóch grupowych meczach: z RFN (2:3) oraz Czechosłowacją (1:1), jednak Holandia odpadła już po fazie grupowej. Stevens grał także w nieudanych kwalifikacjach do MŚ 1982, a reprezentacyjną karierę kończył w 1985 roku meczem z Bułgarią (1:0). Ogółem w kadrze Holandii rozegrał 18 meczów i strzelił 1 gola.

## Kariera trenerska
Po zakończeniu kariery piłkarskiej Stevens został trenerem. Najpierw przez 7 lat szkolił juniorów PSV Eindhoven, by w 1993 roku objąć samodzielnie zespół Rody JC Kerkrade, z którą w 1995 roku wywalczył wicemistrzostwo Holandii, a zespół zaczął należeć do czołówki Eredivisie.
9 października 1996 roku Stevens zastąpił Jörga Bergera na stanowisku pierwszego trenera FC Schalke 04. W Bundeslidze zajął co prawda z klubem z Gelsenkirchen dopiero 12. pozycję, ale sukces osiągnął w Pucharze UEFA, gdy doprowadził zespół do finału, a następnie do zwycięstwa w nim z Interem Mediolan. Kolejne sukcesy z Schalke osiągnął kilka lat później, gdy w 2001 roku wywalczył Puchar Niemiec, a w 2002 roku powtórzył ten sukces. Po sezonie 2001/2002 Huub zrezygnował z pracy i objął Herthę BSC i w sezonie 2002/2003 zajął z nią 5. miejsce w lidze. Jednak sezon 2003/2004 berlińczycy rozpoczęli źle i 4 grudnia Stevens zrezygnował ze stanowiska.
Przez pół roku Huub pozostawał bezrobotny, aż latem 2004 zatrudniono go w 1. FC Köln. Klub z Kolonii doprowadził do zwycięstwa 2. Bundesligi i awansu do pierwszej ligi, ale po sezonie wrócił do Holandii obejmując Rodę Kerkrade. W Rodzie pracował do końca lutego 2007, gdy zatrudniono go w Hamburger SV, gdzie przejął będący w strefie spadkowej zespół po Thomasie Dollu. Od 2008 do 2009 był trenerem PSV Eindhoven, a następnie zastąpił Co Adriaanse na stanowisku szkoleniowca Red Bull Salzburg. 8 kwietnia 2011 roku został zwolniony z funkcji trenera klubu Red Bull Salzburg. 27 września 2011 został trenerem FC Schalke 04. 16 grudnia 2012 roku został zwolniony z tej funkcji.

## Sukcesy

### jako piłkarz
- Mistrzostwo Holandii: 1976, 1978, 1986 z PSV
- Puchar Holandii: 1976 z PSV
- Udział w ME: 1980

### jako trener
- Puchar UEFA: 1997 z Schalke 04
- Puchar Niemiec: 2001, 2002 z Schalke 04
- Superpuchar Niemiec: 2003 z Herthą